# Стојењаса (Хунедоара)
Стојењаса (рум. Stoieneasa) насеље је у Румунији у округу Хунедоара у општини Валишоара. Oпштина се налази на надморској висини од 320 m.

## Становништво
Према подацима из 2002. године у насељу је живело 81 становника, од којих су сви румунске националности.